# Pedra picta

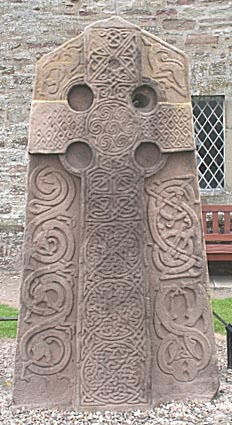
Pedra picta de classe II a Aberlemno, c. 800 ae

Una pedra picta és un tipus d'estela monumental, generalment tallada o gravada amb símbols o dibuixos. Algunes tenen inscripcions ogam. Se'n troben a Escòcia, sobretot al nord de la línia Clyde-Forth i a la banda est del país, i són l'evidència restant més visible dels pictes. Semblen datar entre el segle VI al IX, un període durant el qual els pictes es cristianitzaren. Les pedres anteriors no tenen paral·lels amb la resta d'Illes Britàniques, però les formes posteriors són variacions dins d'una tradició insular més àmplia de pedres monumentals com les altes creus. Han sobreviscut al voltant de 350 objectes classificats com a pedres pictes, els exemples anteriors de les quals contenen el major nombre d'exemples supervivents dels símbols misteriosos, que han intrigat els estudiosos durant molt de temps.

## Classificació

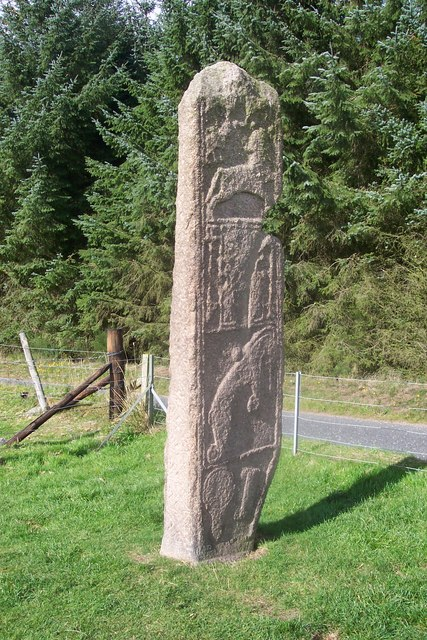
Cara est de la Pedra Donzella de Classe II

En The Early Christian Monuments of Scotland (1903), J. Romilly Allen i Joseph Anderson classifiquen per primera vegada les pedres pictes en tres grups. Els crítics han remarcat les febleses d'aquest sistema, però és àmpliament conegut i encara s'utilitza. En concret, la classificació pot ser enganyosa per a les moltes pedres incompletes. Allen i Anderson consideraven que les seues classes provenien de períodes diferents en seqüència, però ara és clar que va haver-hi un període considerable en què es van elaborar pedres de classe I i II.
- Classe I — pedres sense treballar amb símbols només incisos. No hi ha creu en cap costat. Les pedres de classe I daten dels segles VI, VII i VIII.
- Classe II — pedres més o menys rectangulars amb una gran creu i símbol(s) en un o tots dos costats. Els símbols, així com els motius cristians, són tallats en relleu i la creu amb el seu entorn és plena de dibuixos. Les pedres de classe II daten dels segles VIII i IX.
- Classe III — aquestes pedres no presenten símbols pictes idiomàtics. Poden ser lloses encreuades, làpides tombades, creus independents i santuaris de pedra composta. Es produeixen en el segle VIII o IX. Historic Scotland descriu aquesta classe com a "massa simplista" i diu que "hui no es considera pas una categoria útil. Un fragment supervivent pot pertànyer a un monument que incloïa imatges cristianes".

## Propòsit i significat

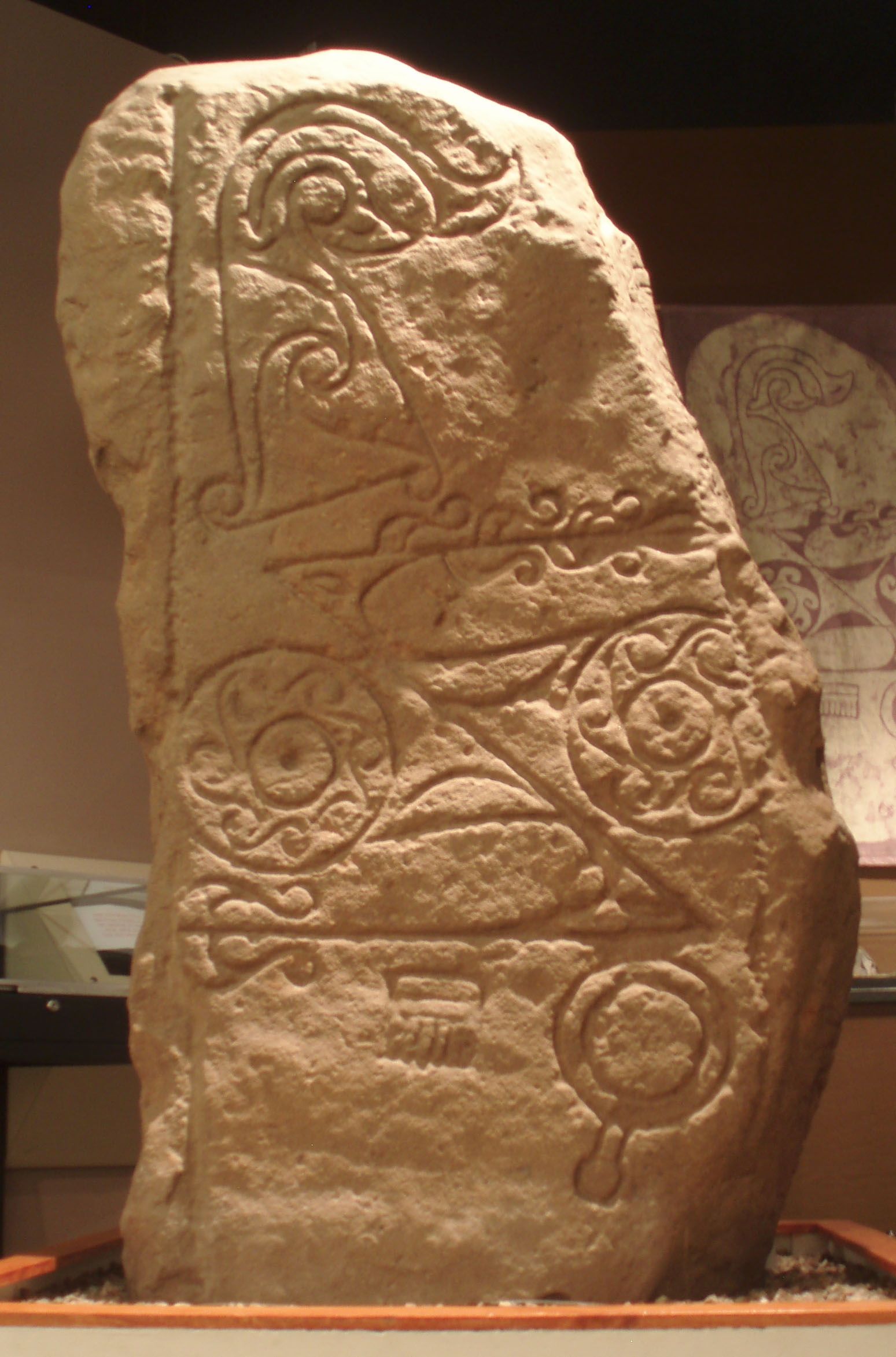
De classe I, la Pedra de Dunnichen conté símbols pictes amb formes de "disc doble i vareta en Z" al centre i "espill i pinta" a la part inferior

El propòsit i significat de les pedres només s'entenen fragmentàriament, i les diverses teories proposades per a la classe I, les pedres de símbol I, que es considera que en la seua majoria són anteriors a l'expansió del cristianisme entre els pictes, són essencialment especulatives.
Moltes pedres cristianes de classe II i III són més fàcilment recognoscibles com a làpides. Les pedres de símbols anteriors podrien haver servit com a memorials personals o marcadors territorials, amb símbols per a noms individuals, clans, llinatges o parentius, tot i que hi ha altres teories i explicacions proposades per als significats dels símbols.

### Ideogrames estàndard

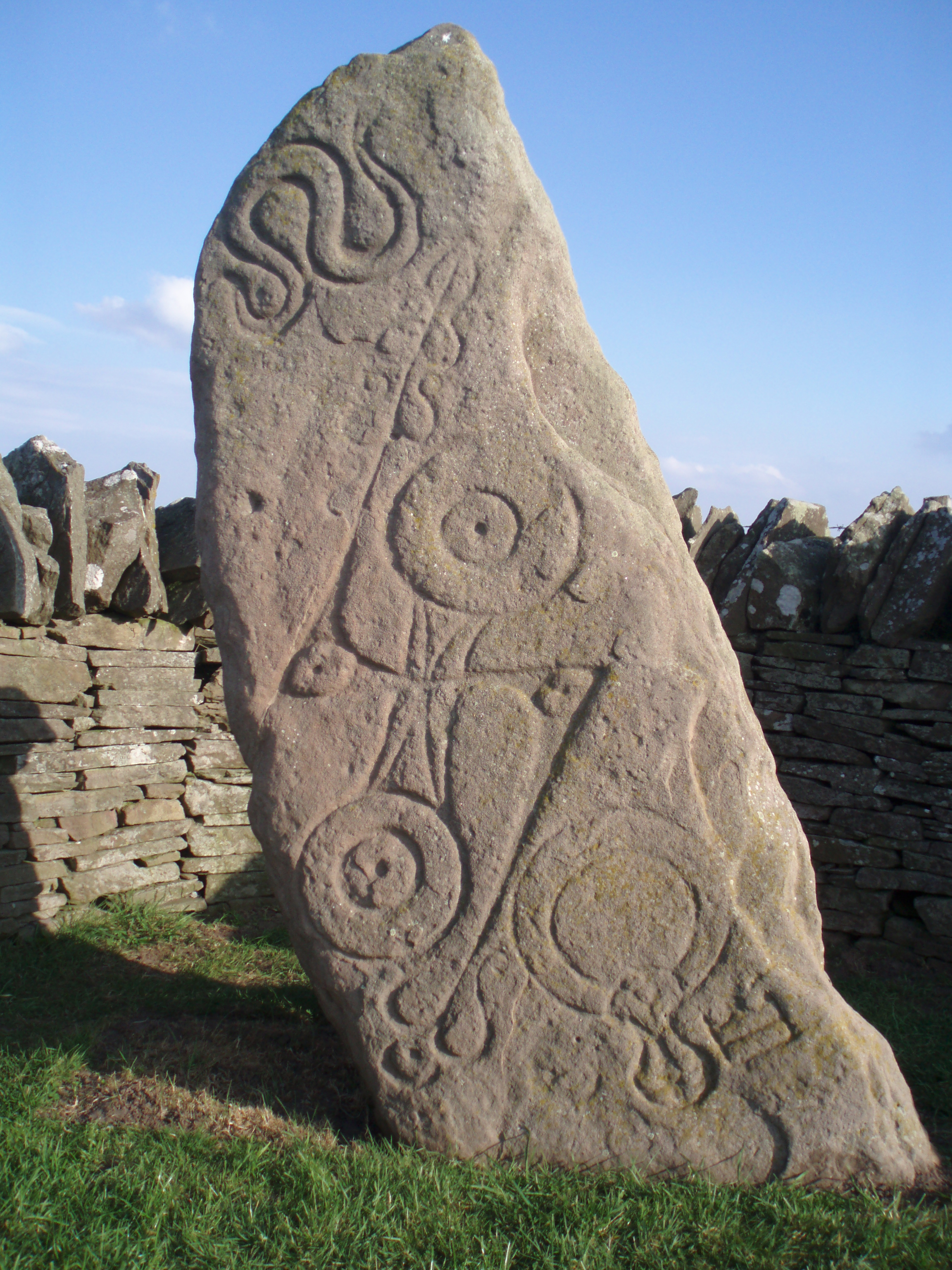
Pedra 1 d'Alerlemno, de classe I

Les pedres de classe I i II contenen símbols d'un conjunt recognoscible d'ideogrames estàndard, molts exclusius de l'art picte, que es coneixen com a símbols pictes. El nombre exacte de símbols pictes diferents és incert, perquè hi ha un cert debat sobre què és un símbol picte i si algunes formes s'han d'explicar juntes o per separat. Els càlculs més inclusius superen els seixanta símbols, però una estimació més típica és "al voltant de trenta o quaranta" segons Historic Scotland.
Alguns símbols són representacions d'objectes quotidians, com ara "l'espill i la pinta", que podrien haver estat usats per pictes de classe alta. Els símbols quasi sempre estan disposats en parells o conjunts de parells, i els animals se solen trobar només en combinació amb els tipus abstractes. És per això que alguns pensen que podrien representar noms, llinatges o parentius, com els clans de dos pares, anàlegs al mon japonés. Segons Anthony Jackson, els parells de símbols representen enllaços matrimonials matrilineals.
Els símbols es troben en algunes restes extremament estranyes de joieria picta, com ara el parell de plaques d'argent del tresor de la Llei de Morrie que es trobà a Fife a la primeria del segle XIX, i la Cadena de Whitecleuch.
Els símbols també es troben a voltes en objectes mòbils com ara petits discs de pedra i ossos, sobretot a les Illes del Nord. Les formes senzilles o primerenques dels símbols són tallades a les parets de les coves costaneres d'East Wsmyss a Fife i Covesea a Moray. Per tant, es creu probable que estiguessen representats en altres formes més peribles que no han sobreviscut fins a nosaltres, com ara en roba i tatuatges. Alguns símbols apareixen en tot el rang geogràfic de les pedres, mentre que, per exemple, sis pedres amb l'únic símbol d'un bou trobades al Fort Burghead suggereixen que representava el lloc en si o els seus propietaris, tot i que n'apareixen altres exemples en altres indrets.

### Anàlisi d'Exeter
Un equip de la Universitat d'Exeter, utilitzant anàlisis matemàtiques, ha conclòs que els símbols en les pedres amb imatges pictes "mostren les característiques del llenguatge escrit", a diferència de "caràcters aleatoris o sematogràfics (heràldics)".
Aquesta conclusió ha estat criticada pels lingüistes Mark Liberman i Richard Sproat amb l'argument que la distribució no uniforme de símbols, que es prenen com a evidència de l'escriptura, és poc diferent de les distribucions no uniformes no lingüístiques (com les tirades de daus), i que l'equip d'Exeter empra una definició d'escriptura més àmplia que la utilitzada pels lingüistes.
Fins hui, fins i tot aquells que proposen que els símbols s'han de considerar "escrits", des d'aquest enfocament matemàtic no tenen un desxiframent clar. Malgrat que alguns estudis anteriors centrats en un enfocament contextual, que sostenen la identificació del "culte celta precristià de l'arquer guardià" pagà, han suggerit possibles significats de clàusules per a parells de símbols.

## Galeria de símbols
Tot seguit s'exposa un recull de símbols pictes, que mostra la variació entre exemples individuals. Cada grup es classifica com un sol tipus per la majoria dels investigadors. Ací només se'n representen els tipus geomètrics i d'objectes, no el grup d'animals.

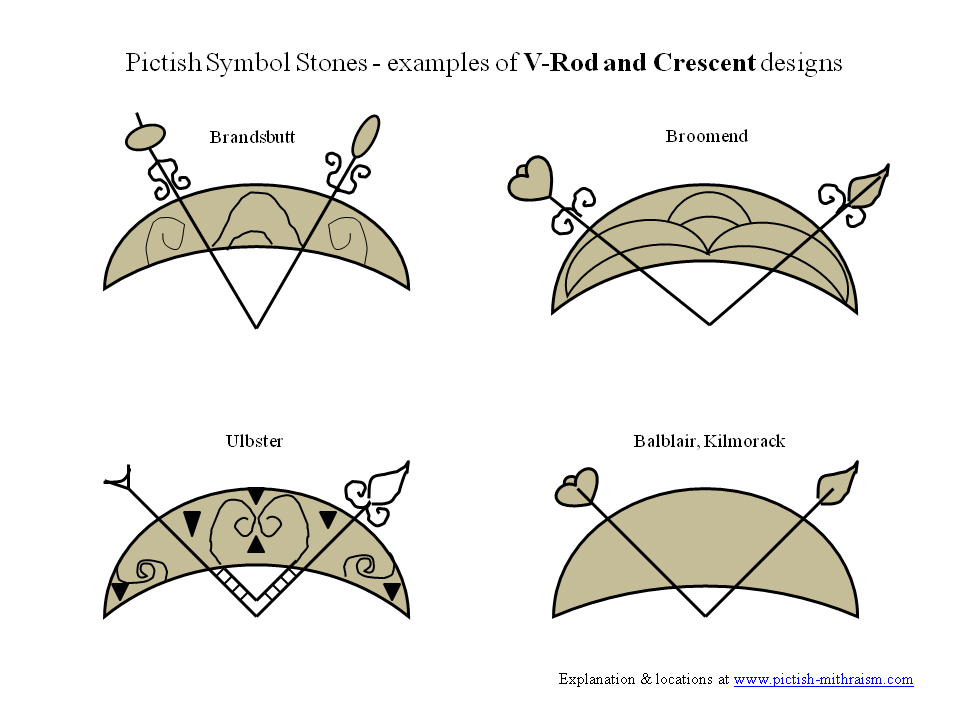
Pal en V amb disseny de mitja lluna
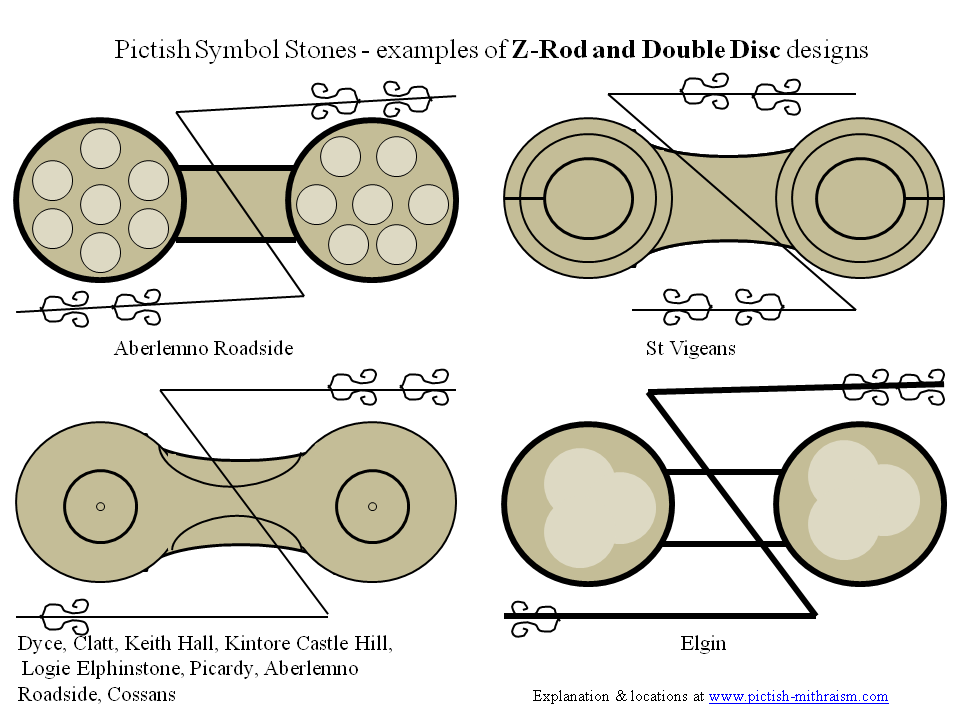
Pal en Z amb disseny de doble disc
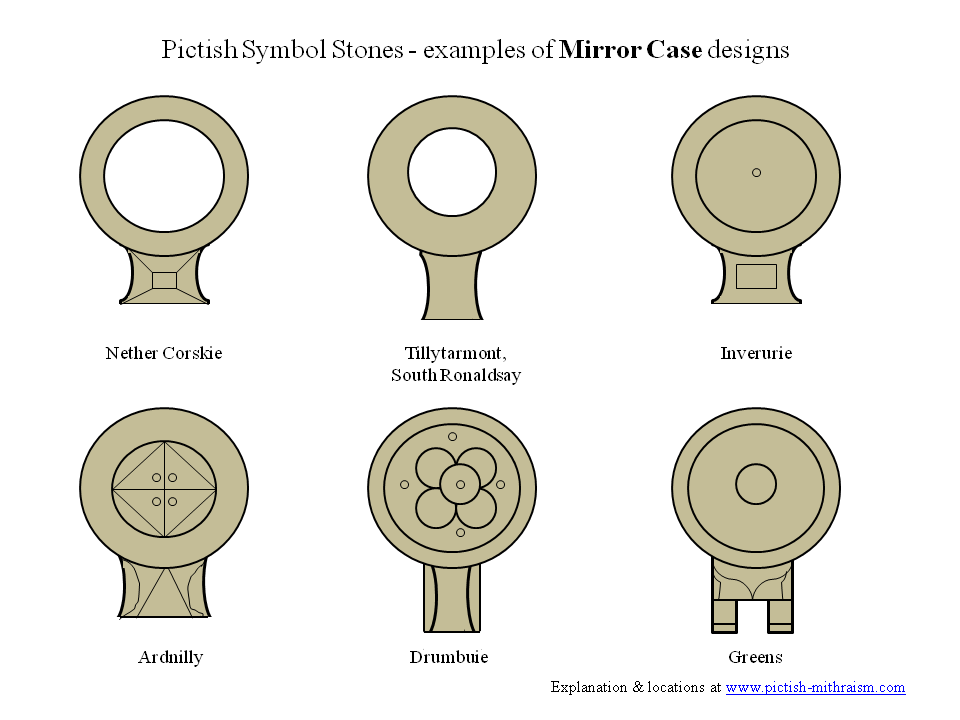
Disseny 'Espill'
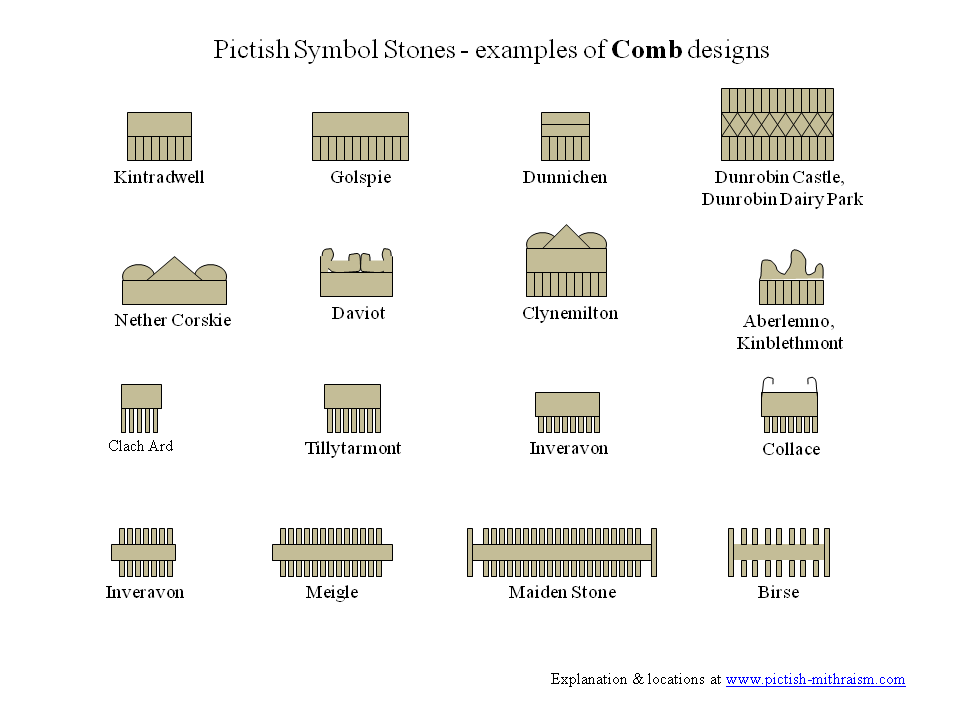
Disseny 'Pinta'
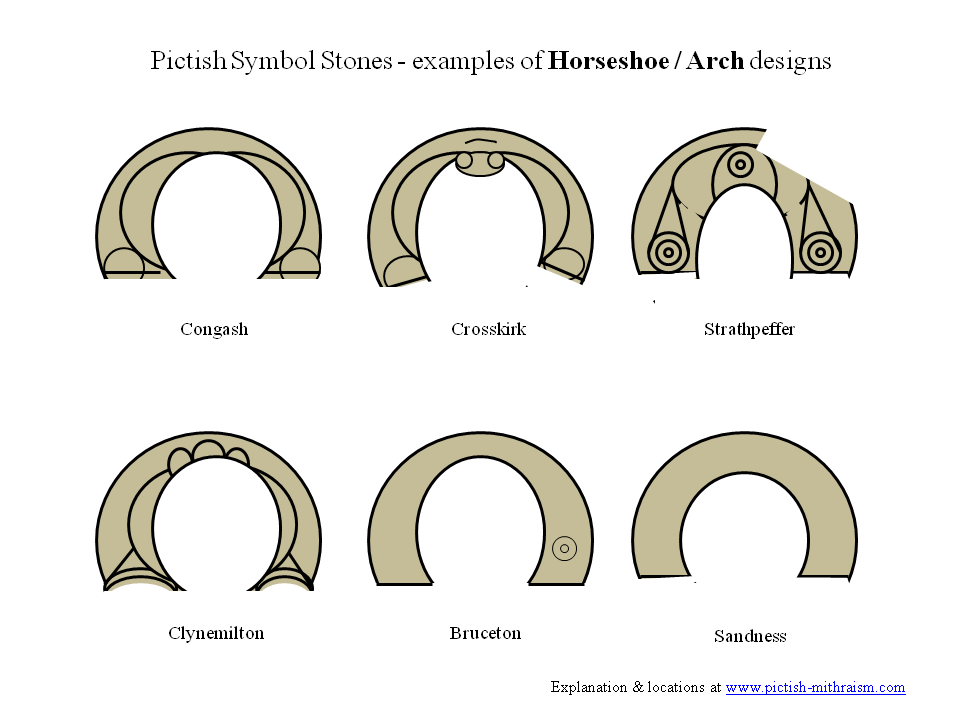
Disseny de ferradura/arc
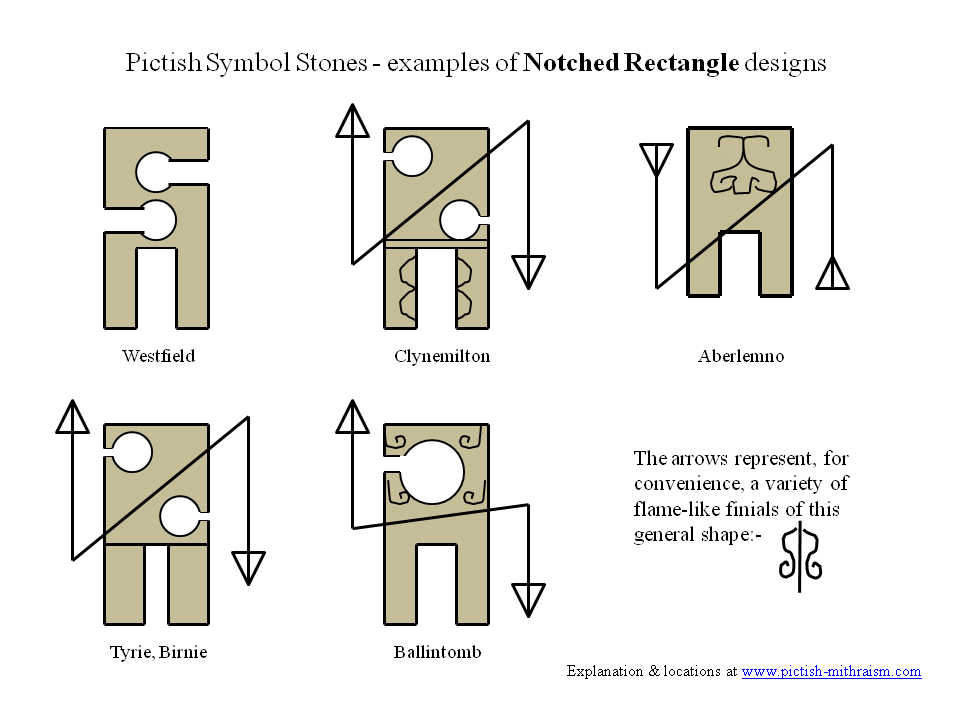
Disseny de rectangle amb osques

## Distribució i jaciments

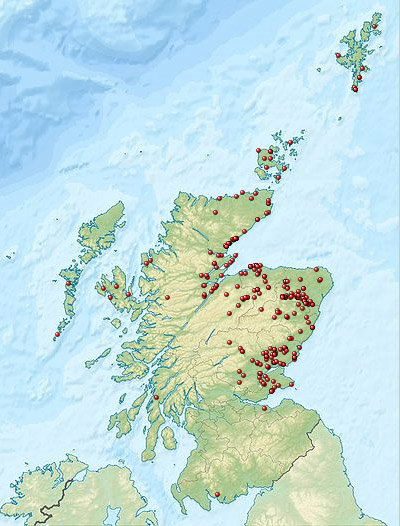
Distribució de pedres de classe I i II, així com coves amb grafits amb símbols pictes

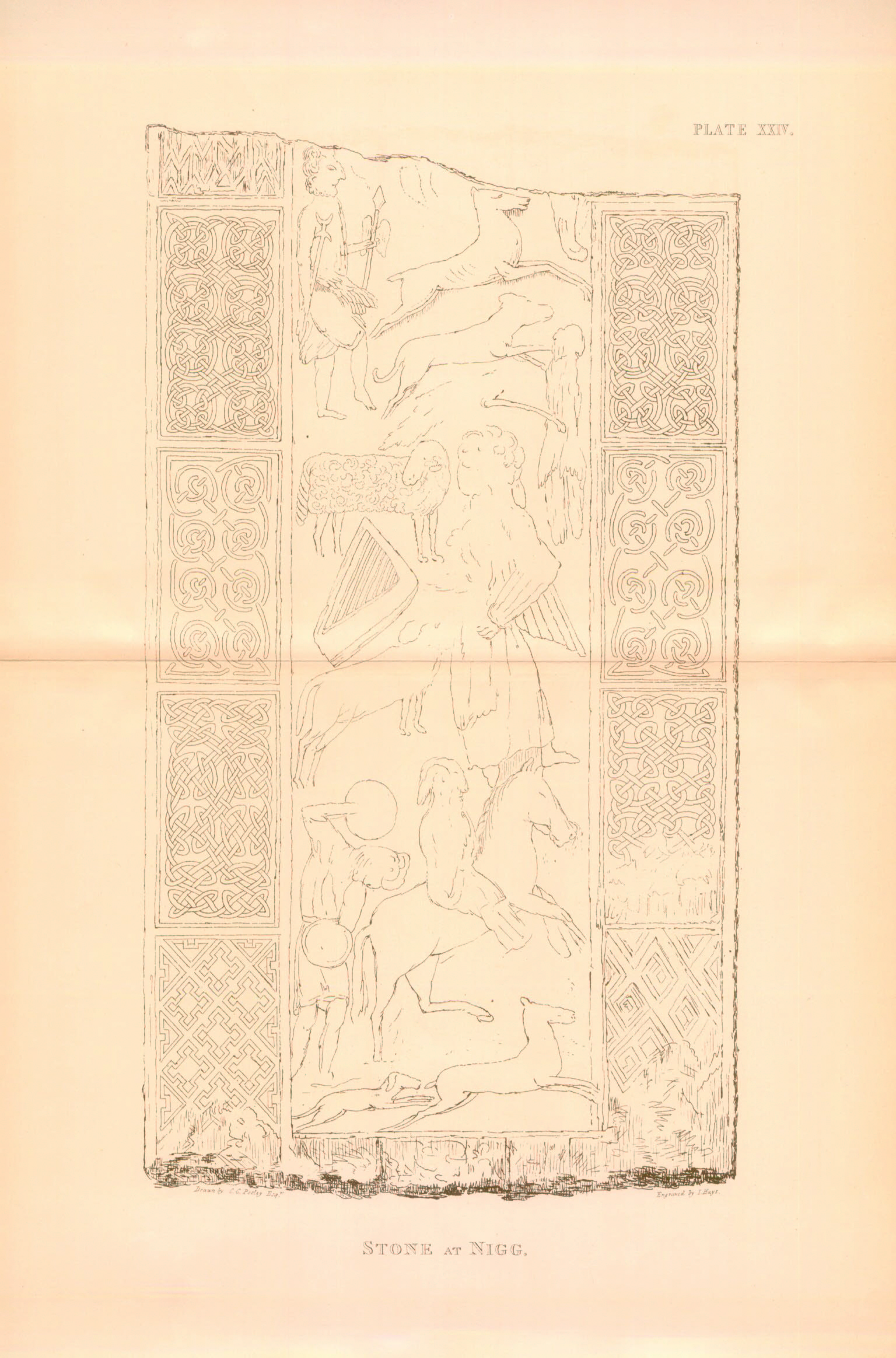
La Pedra de Nigg, 790–799, de classe II, mostra una arpa picta, animals i guerrers en una il·lustració del, menys la secció superior

Només unes poques pedres continuen en peus als indrets originaris; la majoria s'han traslladat a museus o a altres llocs protegits. Alguns dels exemples i col·leccions individuals més notables se n'enumeren tot seguit. S'han trobat pedres pictes arreu d'Escòcia, tot i que les ubicacions originàries es concentren al nord-est del país, en àrees de terres baixes, el cor picte. Durant el període de creació de les pedres, el cristianisme s'estava estenent per Escòcia per l'oest i el sud, pels regnes de Dalriada, que incloïen parts d'Irlanda, i a l'Escòcia moderna dels regnes anglosaxons de Bernícia i Northúmbria.
Les zones amb més concentracions particulars de pedres són el riu Tay, Strathmore, l'Angus costaner, Fife, el Dee, Garioch, Moray, Strathspey, Caithness, Easter Ross, les Hèbrides, les Òrcades i les Shetland.